# Strzelanina w Nowym Jorku (2025)
Strzelanina w Nowym Jorku – strzelanina, do której doszło 28 lipca 2025 roku w Nowym Jorku w Stanach Zjednoczonych. Sprawcą był 27-letni Shane Tamura. W jej wyniku zginęło 5 osób, a kolejne 5 zostało rannych.

## Przebieg
Sprawca opuścił swoje miejsce zamieszkania w Las Vegas 26 lipca, a następnie pojechał do Nowego Jorku. 28 lipca zaparkował samochód przed budynkiem znajdującym się pod adresem 345 Park Avenue, wszedł do budynku od zachodniej strony i otworzył ogień do znajdujących się w środku osób z karabinu AR-15, zabijając funkcjonariusza policji i kobietę, która schowała się za filarem. Następnie ostrzelał lobby, trafiając kolejnego mężczyznę i strzelił w kierunku ochroniarza znajdującego się przy windach. Kobiecie, która znajdowała się w tym czasie w windzie, pozwolił opuścić budynek. Strzelec udał się na 33 piętro i tam miał postrzelić przynajmniej jedną kolejną osobę. Po tym, zabarykadował się i popełnił samobójstwo.
Sprawca działał sam.

## Ofiary
W strzelaninie zginęło 5 osób, w tym sprawca, który popełnił samobójstwo. Jedna osoba odniosła poważne rany postrzałowe, a cztery inne odniosły niewielkie obrażenia podczas ucieczki z miejsca zdarzenia.

## Sprawca
Sprawcą strzelaniny był zamieszkały w Las Vegas 27-letni Shane Devon Tamura (ur. 19 stycznia 1998, zm. 28 lipca 2025). Urodził się na Hawajach, a dorastał w Santa Clarita w Kalifornii. Grał w drużynach futbolu amerykańskiego w dwóch liceach w Kalifornii.
Według danych CNN, Tamura posiadał licencję na broń oraz przedawnioną licencję prywatnego detektywa. W dniu strzelaniny w jego samochodzie znajdował się naładowany rewolwer, magazynki z amunicją, plecak, a także przepisane leki. Nie miał on przeszłości kryminalnej. Według władz Las Vegas, posiadał on udokumentowaną historię zdrowia psychicznego. W tylnej kieszeni spodni znaleziono list pożegnalny, w którym stwierdził, że cierpi na encefalopatię bokserską.